# 22505 Lewit
22505 Lewit este un asteroid din centura principală de asteroizi.

## Descriere
22505 Lewit este un asteroid din centura principală de asteroizi. A fost descoperit pe 19 octombrie 1997 la Observatorul din Ondřejov de Lenka Šarounová. Asteroidul prezintă o orbită caracterizată de o semiaxă mare de 2,34 ua, o excentricitate de 0,04 și o înclinație de 4,2° în raport cu ecliptica.